# 张鹤声
张鹤声（1932年—），男，浙江镇海人（一作上海人），中国热能工程专家，曾任同济大学教授、博士生导师。